# Masseria

Mappa che mostra la diffusione dei vari tipi di dimore rurali in Italia

La masseria (detta anche massarìa o massirìa nelle lingue meridionali d'Italia) è un insieme di edifici rurali adibiti ad abitazioni, ricovero animali e supporto per i titolari di aziende agricole tipiche dell'Italia meridionale. Il termine deriva dalla parola massaru - reso in italiano come massaro o massaio - che era la persona titolata ad "ammassare" le annone.
La parola può indicare anche le "masserizie" (suppellettili, mobili, attrezzi di uso agricolo e pastorale, addobbi, arredamenti, depositi granari, depositi di alimenti per le persone e per gli animali) che venivano conservate e protette all'interno di grandi, tipiche costruzioni in pietra e/o in mattoni, dove vivevano imprenditori agricoli, proprietari di aziende agricole, contadini e pastori. Alcune, di proprietà di famiglie di origine nobiliare e di censo elevato, erano anche fortificate e munite di cinte murarie e torri difensive.

## Storia

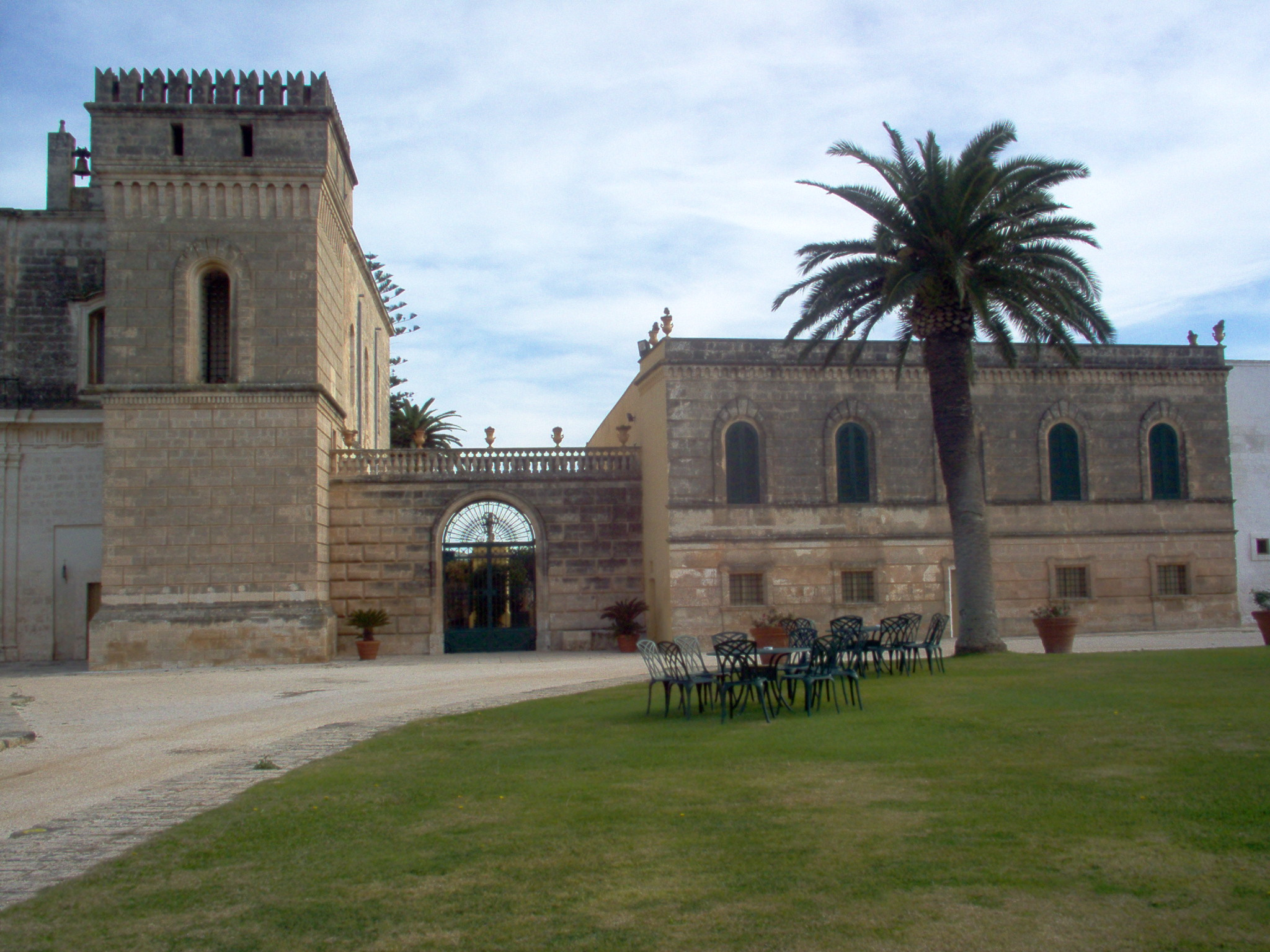
Masseria Sant'Angelo de' Grecis (Abbazia di San Lorenzo) a Fasano (provincia di Brindisi)

La nascita della masseria fu spesso un prodotto della colonizzazione baronale di vaste aree interne abbandonate e incolte, negli anni tra il XVI secolo e il XVIII secolo, quando la Spagna, per approvvigionarsi dei cereali, concedeva la licenza di ripopolamento ai nobili del Regno delle Due Sicilie, i quali arrivavano a fondare perfino dei veri e propri villaggi nei dintorni della costruzione originaria.
In Basilicata tra '700 e '800 diventarono ancora più numerose all'abolizione della feudalità, con lo smembramento dei grandi latifondi appartenenti alla antica nobiltà feudale o alle grandi organizzazioni ecclesiastiche. Con le famiglie borghesi le masserie raggiunsero un maggiore livello di espansione e di produttività agricola (produzione di cereali) o pastorale. In seguito, specie nelle zone più ricche e dove l'agricoltura più fiorente permise ai proprietari di recarvisi in vacanza, iniziarono a trasformarsi progressivamente fino ad assumere la dignità di “villa” o “casino di campagna”.
In Puglia, in particolar modo in Valle d'Itria e nelle campagne delle provincie Taranto, Bari, Brindisi, Lecce e in Capitanata, nelle zone di tradizionale uso agricolo, sono sopravvissute al tempo tali costruzioni di notevole volume ed estensione spesso in abbandono, ma sempre più frequentemente restaurate e riutilizzate come aziende agrituristiche. 
In Campania, nell'area vasta di Giugliano la costruzione di tali insediamenti è stata favorita dalla presenza di ruderi romani che venivano dissotterrati e riadattati dai contadini per la costruzione di nuove abitazioni.
A partire dagli anni novanta del Novecento si è diffuso il recupero di alcune di queste masserie storiche che vengono ristrutturate per adibirle ad agriturismi e a bed and breakfast. In tal modo si raggiunge anche l'importante obiettivo di garantire la salvaguardia e la conservazione di tali storici monumenti. A differenza di simili esperienze europee (i paradores in Spagna o i Relais & Châteaux francesi) queste attività non sono gestite dallo Stato, ma dai privati, generalmente i singoli proprietari.

## Struttura

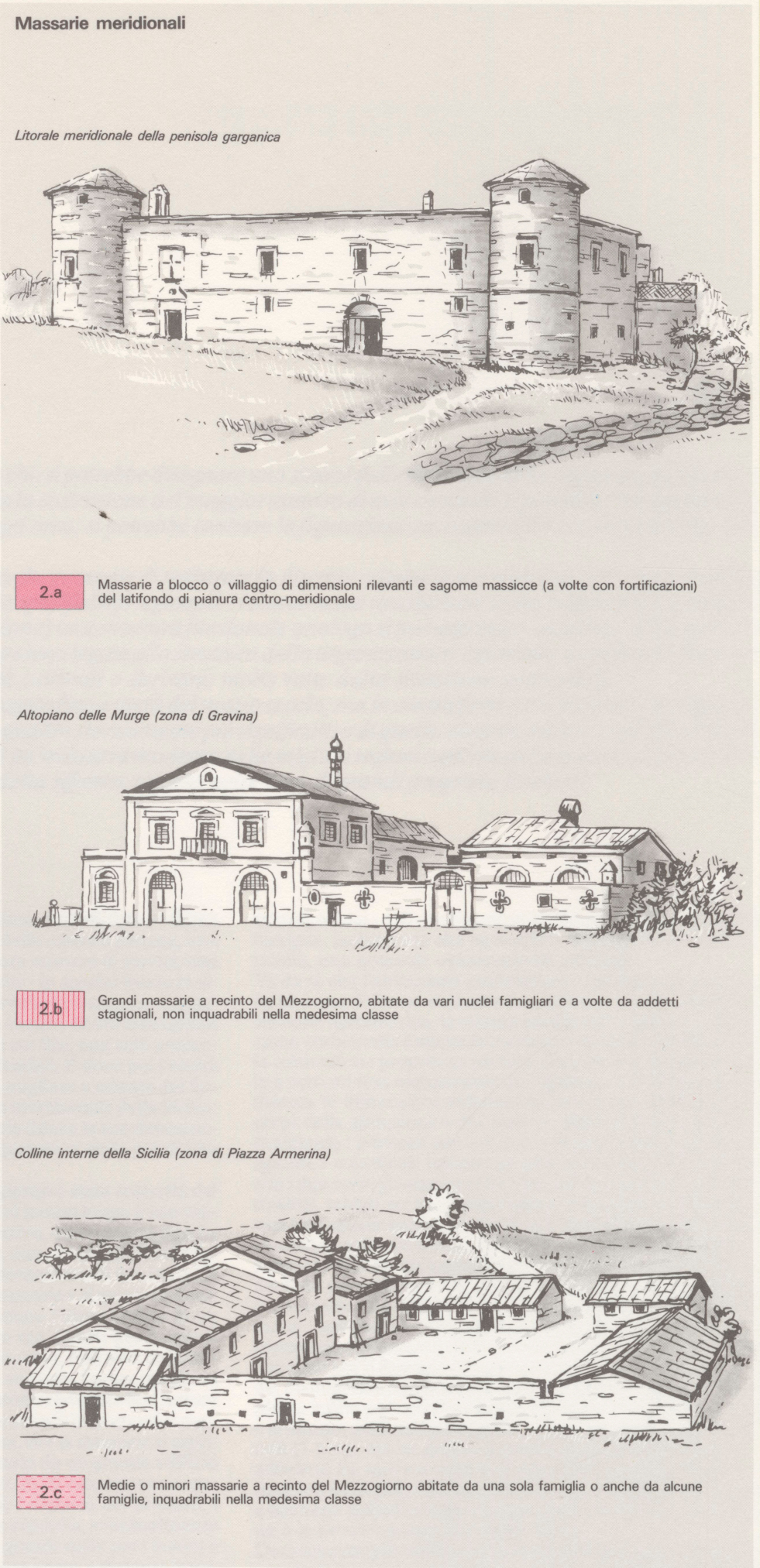
Diversi tipi di masseria

Costituiva l'espressione di un'organizzazione economica legata al latifondo, la grande proprietà terriera che alimentava anche le rendite delle classi aristocratiche e della borghesia. Le masserie erano quindi delle grandi aziende agricole abitate, spesso, anche dai proprietari terrieri, ma la grande costruzione rurale comprendeva pure gli alloggi dei contadini, in certe zone anche solo stagionali, le stalle, i depositi per i foraggi e i raccolti, i locali per la lavorazione dei prodotti (palmento, caseificio e frantoio).
La masseria ripropone lo schema della casa con corte agricola di tradizione mediterranea; di questa ha in comune quasi sempre il recinto, costituito da un muro alto e fortificato, e un unico ampio spazio centrale (corte o cortile) anche con funzione di aia, su cui si affacciano gli ingressi dei vari edifici di residenza e lavoro. Nelle masserie più recenti il perimetro fortificato è meno evidente e il recinto è più ampio. Infatti le masserie hanno avuto molte trasformazioni nel tempo, soprattutto tra il XIX e il XX secolo, per adeguarle al gusto e alle esigenze dei proprietari per cui non sempre vi sono leggibili le forme originali, e a volte sono state trasformate in ville di residenza estiva dai proprietari più recenti, trasferendo altrove i locali di lavoro e di residenza del personale agricolo.
Le poche aperture e finestre rivolte verso l'esterno sono sormontate dalle "Caditoie", aperture poste sui muri perimetrali del tetto dalla cui "bocca" si facevano cadere pietre e altri materiali pesanti che cercavano d'impedire l'accesso all'interno dei locali. Una porta grande d'ingresso sbarrata da un robusto portone permetteva l'accesso al grande cortile anche alle carrozze e ai carriaggi da trasporto. In genere una parte dell'edificio a scopo abitativo aveva uno o più piani alti nei quali abitava il "padrone" e la sua famiglia. I piani bassi erano adibiti all'uso abitativo dei contadini e come depositi delle provviste e dei foraggi. All'interno del cortile vi erano anche le stalle per i cavalli o per i muli, per i bovini, ovini e suini, nonché i locali per polli, conigli e volatili vari di allevamento. Altri locali servivano per il deposito degli attrezzi da lavoro e come ricovero di carrozze e carri agricoli. Il forno e le cisterne per la raccolta dell'acqua piovana permettevano la completa indipendenza da paesi e villaggi. Nelle masserie più importanti era presente anche una piccola chiesa.

## In Italia
Sono molto diffuse nel sud Italia e in maniera particolare in Puglia (ad esempio le Masserie fortificate di Altamura o le Masserie di Fasano), in Campania, in particolare l'Irpinia, l'Agro Nocerino Sarnese, il basso Sannio e l'Agro giuglianese, nella Basilicata centro-orientale, soprattutto nella parte alta dell'altopiano murgiano, nell'estrema Calabria settentrionale, dell'entroterra centro-orientale della Sicilia e nel Molise.

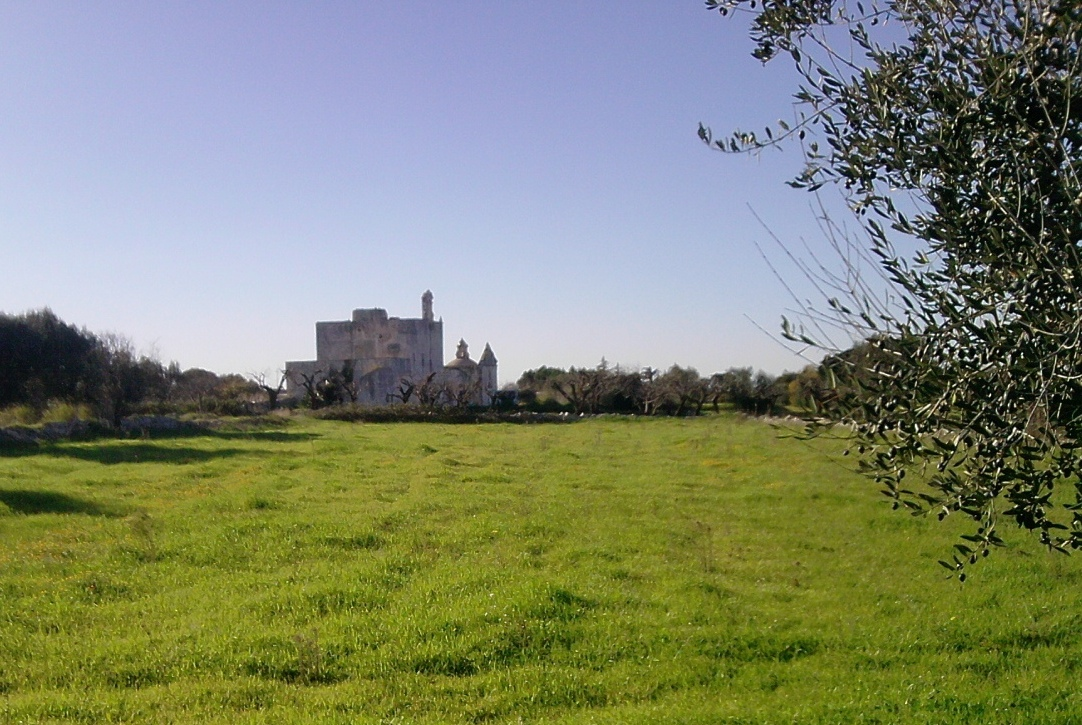
Masseria San Michele (fine XVII secolo) a Polignano a Mare (BA)
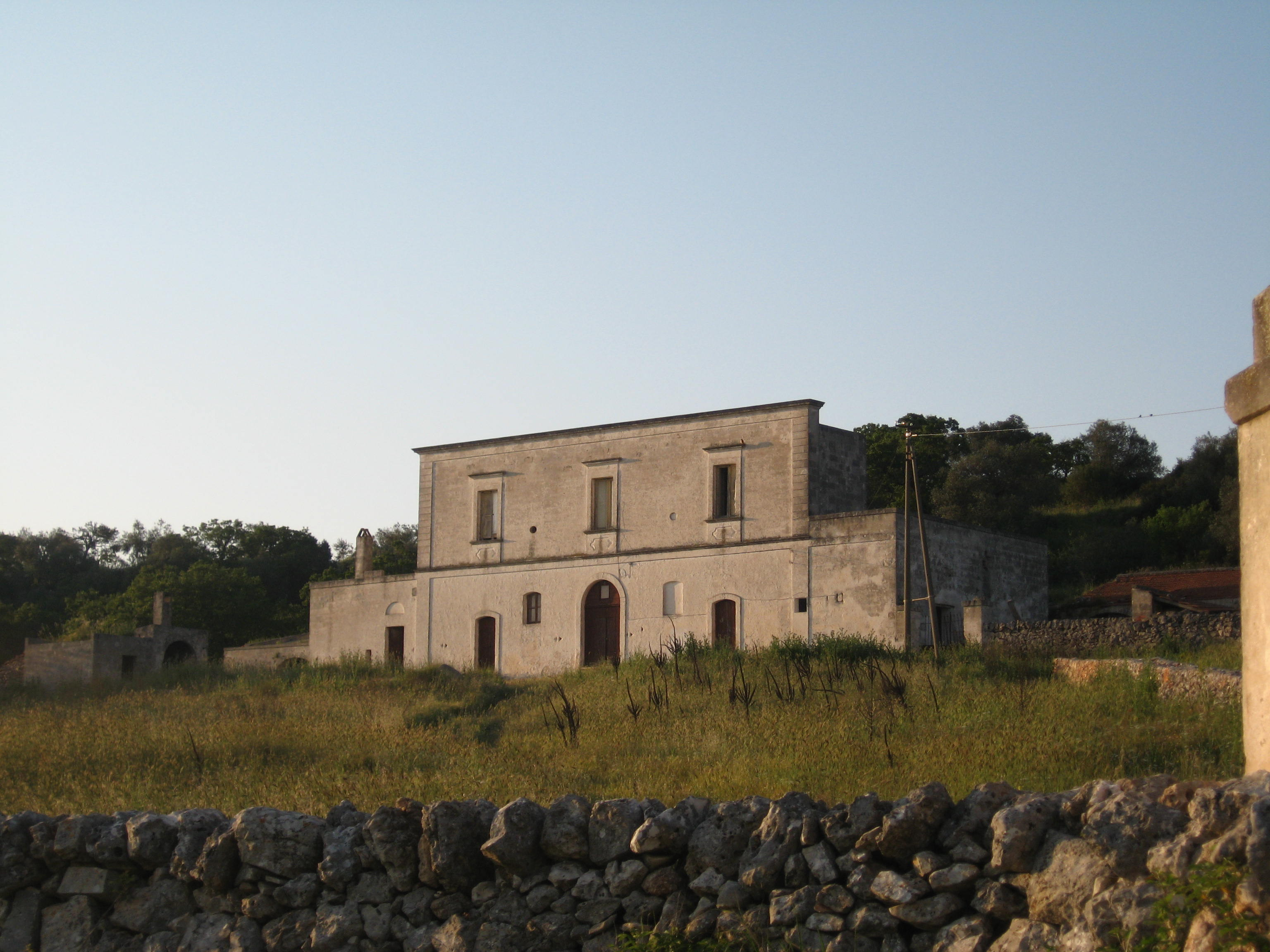
Masseria Salatino in Mottola (TA)
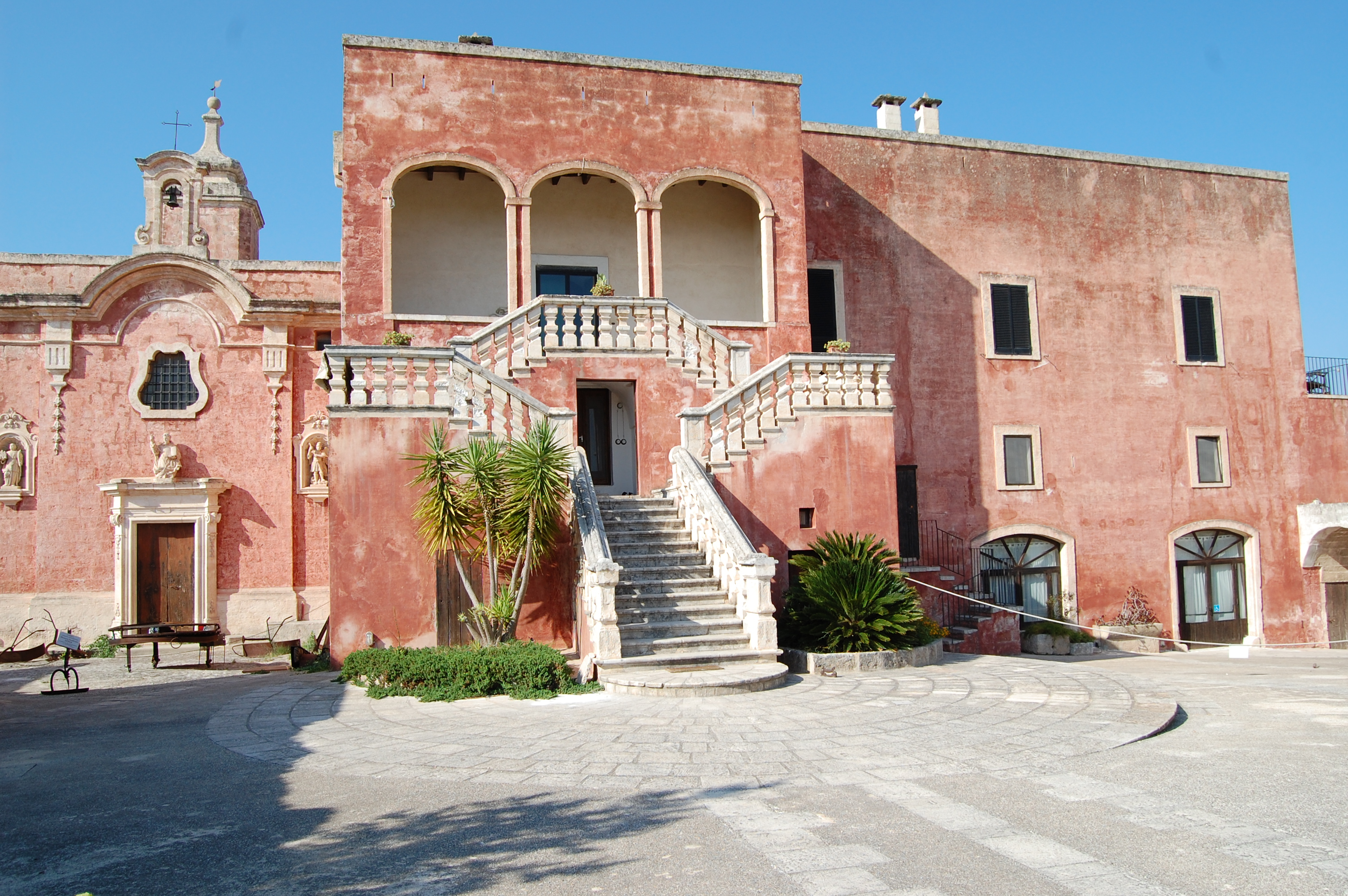
Masseria Spina Grande (XVIII secolo) a Monopoli (BA)
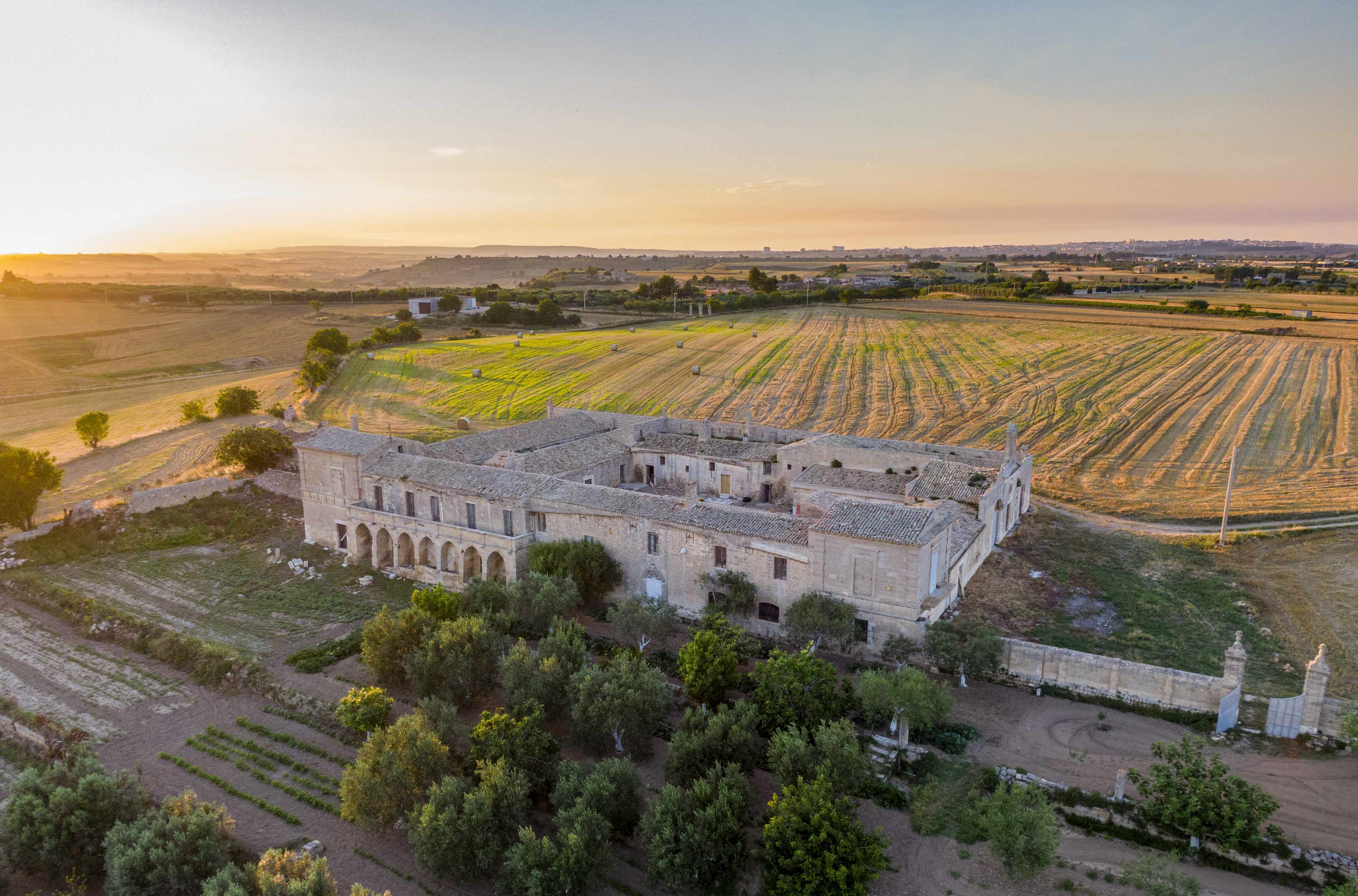
Masseria Marinella ad Altamura (BA)
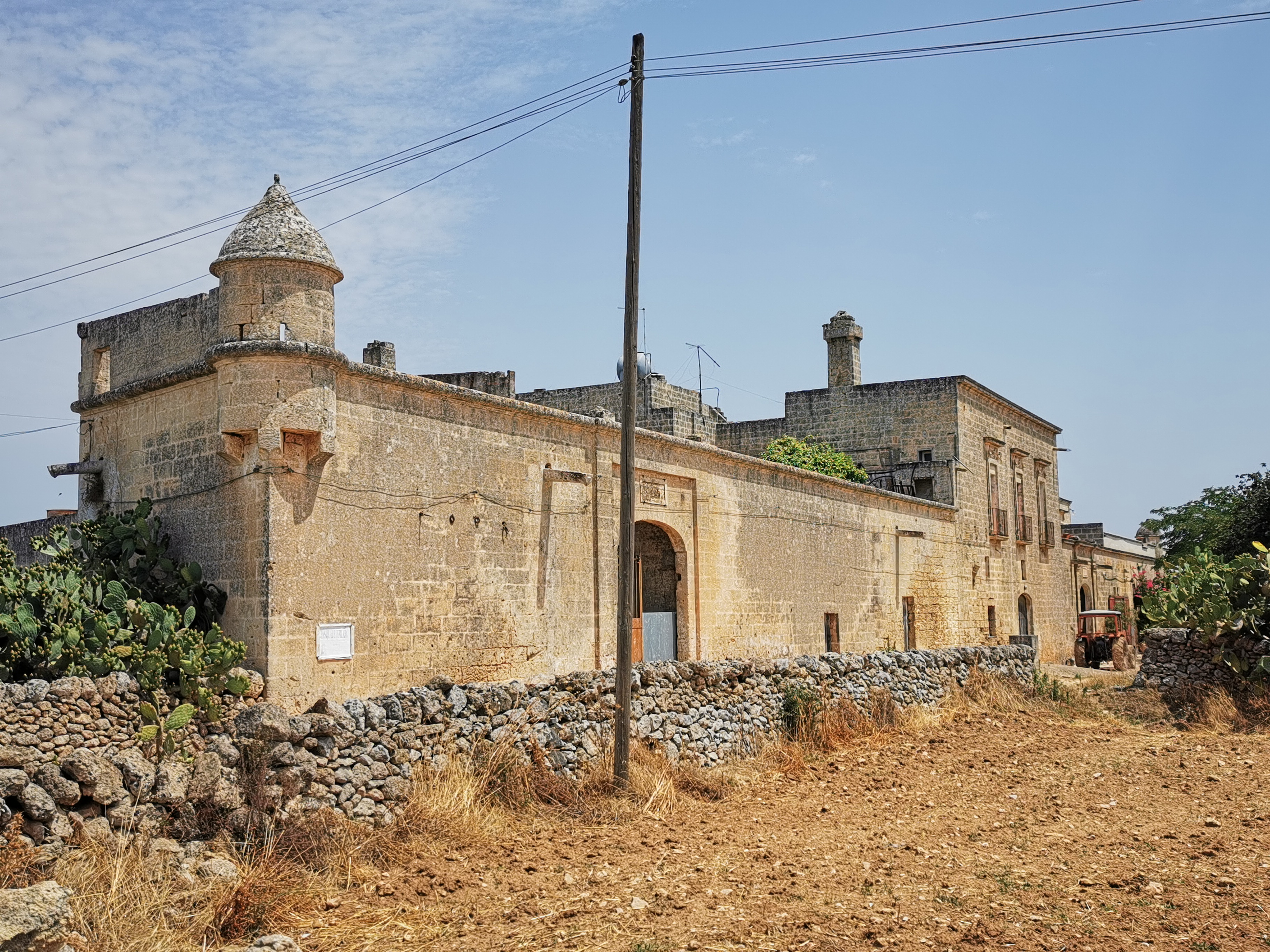
Masseria Santa Croce Inferiore a Francavilla Fontana (BR)

## Resto del mondo
Edifici simili alle masserie sono rinvenibili nella Spagna meridionale (Andalusia) e nell'America Latina ("haciendas" di epoca coloniale).